# Dálnice A40 (Francie)
Dálnice A40 (francouzsky Autoroute A40), nazývaná též Autoroute des Titans, je pozemní komunikace ve Francii, která vede z města Mâcon na západě do oblasti Passy na východě (nedaleko Chamonix a tunelu Mont Blanc) a současně blízko hranic s Itálií a se Švýcarskem. Zahrnuje 12 viaduktů a 4 tunely, mezi nimi Viadukt Sylans, Viadukt Nantua a těsně navazující tunel Chamoise. Jejich výstavba je zdokumentována ve filmu Dálnice lámající rekordy. Dálnice je součástí evropských tras E25 a E62. 

## Název a charakteristika
Dálnice získala název Autoroute des Titans (Dálnice Titánů) protože vede převážně složitým horským terénem, což si vyžádalo mnohá smělá a náročná inženýrská řešení. Trasa v délce 208 kilometrů prochází přes oblast Bresse, vysoké jižní pohoří Jura, severní Prealpy (Préalpes françaises) a přes Francouzské Alpy. První úsek byl otevřen v roce 1973 a celá dálnice je v provozu od roku 1990 (v roce 1996 byl rozšířen poslední úsek, kde se do té doby jezdilo jen jedním pruhem v  každém směru). 
Bývá nazývána též Autoroute Blanche (Bílá dálnice), protože krajina v okolí dálnice bývá často zasněžená, zejména v úsecích přes pohoří Jura, Alpy a nedaleko hranic s Itálií a Švýcarském (v této oblasti bývá až přes 100 dnů s teplotou pod nulou). Dálnice má po celé trase dva jízdní pruhy v každém směru, kromě křižovatek s dálnicemi A42 a  A39, kde je rozšířena na tři jízdní pruhy a kterými je napojena na celý systém dálnic ve Francii. 
Na trase dálnice A40 jsou tři úseky bez poplatku: 12 kilometrů dlouhý úsek mezi A41 (Saint-Julien-en-Genevois) a A411 (Annemasse), šestikilometrový úsek mezi  Mâcon-centre a Replonges a 10 kilometrů dlouhý úsek mezi Passy a Sallanches. Celý zbytek dálnice je zpoplatněn stejným způsobem jako všechny ostatní dálnice ve Francii, tedy formou mýtného podle počtu ujetých kilometrů a podle kategorie vozidla (motocykly a tříkolky, osobní automobily a tři další kategorie podle hmotnosti a délky vozidla).
Vzhledem k blízkosti švýcarských hranic, východní část dálnice byla vybudována v koordinaci s kantonem a městem Ženeva, které mají dohromady přibližně 5,4 procenta akcií společnosti ATMB ((Autoroutes et Tunnel du Mont Blanc), která je provozovatelem této části dálnice. Kromě toho, v oblasti Passy, kde dálnice končí, pokračuje jako silnice 1. třídy N 205 (francouzsky Route nationale 205) až k tunelu Mont Blanc. Tuto navazující silnici rovněž provozuje společnost ATMB a zajišťuje tím také silniční spojení s Itálií. Ze silnice N 205 vede též odbočka přímo do města a horského střediska Chamonix-Mont-Blanc.

## Významné viadukty a tunely

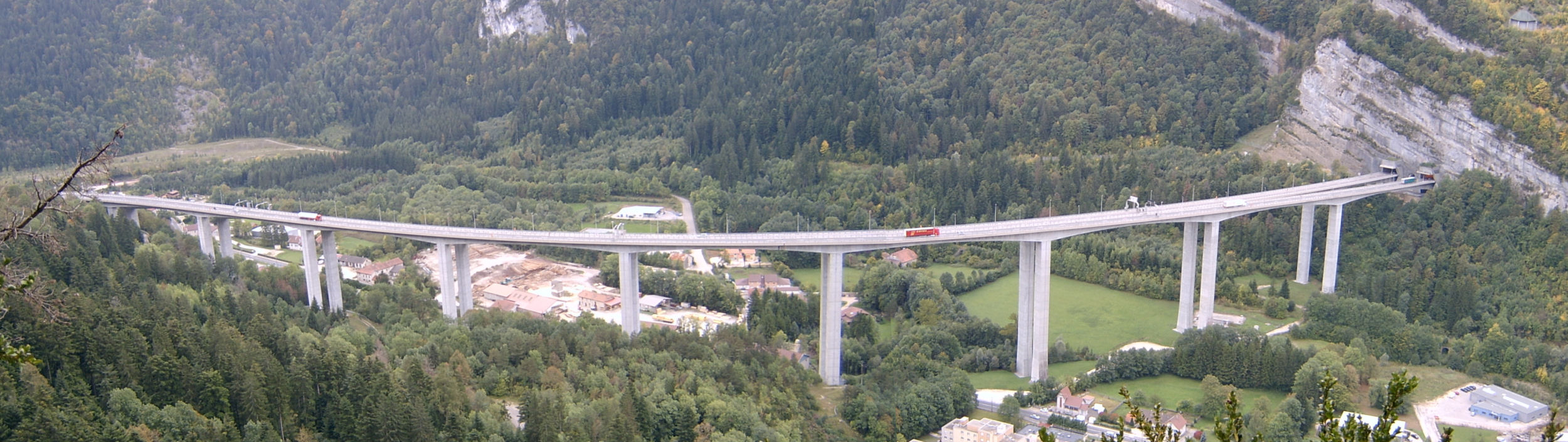
Panoramatický pohled na viadukt Nantua, nejvyšší a druhý nejdelší most na A40, která je nazývaná Dálnici Titánů

Horský terén, kterým dálnice vede, si vyžádal stavbu celkem dvanácti viaduktů a čtyř tunelů, některé z nich patří k největším ve Francii a technická řešení použitá při jejich stavbě jsou mnohdy unikátní i evropském nebo dokonce celosvětovém měřítku. Výstavba navíc probíhala za obtížných klimatických a dalších podmínek, např. teplota často klesala pod –20 stupňů. Diky mimořádným stavbám po celé délce trasy je považována za výstavní skříň dopravního stavitelství. Mezi nejvýznamnější a nejzajímavější stavby patří zejména:
- Viadukt Sylans (viz obrázek v infoboxu) se nachází na 112. kilometru a se 1266 metry je nejdelší na celé dálnici. Skládá se ze dvou souběžných mostů (pro každý směr samostatná konstrukce) a protože vede po prudkém svahu, rozdíl mezi mostovkami opačných směrů je až několik metrů, dokončen byl v roce 1989.
- Tunel Chamoise je s délkou 3300 metrů (jižní tubus) a 3264 metrů (severní tubus) nejdelší na celé dálnici A40 a vede skrz náhorní plošinu Chamoise s výškou přes 1000 metrů, po které byl pojmenován. Severní tubus byl dokončen v roce 1985, jižní tubus 1996.
- Viadukt Nantua (panoramatický obrázek níže) bezprostředně navazuje na výjezd z tunelu Chamoise, má délku 1003 metry a údolí u obce Nantua překračuje ve výšce až 86 metrů. Rovněž jde vlastně o dva souběžné mosty: první byl dokončen v roce 1985 a druhý v roce 1996.

Úctyhodné parametry mají rovněž další mosty a tunely, např. tunel Vuache má délku 1431 metrů v jednom směru a 1391 metrů v druhém směru, tunel Saint-Germain 1196 a 1161 metrů, tunel Châtillon pak 720 metrů. Viadukt Rhône blízko Bellegarde-sur-Valserine má délku 1055 metrů a výšku až 70 metrů, viadukt Neyrolles délku 782 metrů, viadukt Poncin má délku 567 metrů a viadukt Charix má délky 542 a 524 metrů při výšce až 60 metrů.

## DokumentDálnice lámající rekordy
Výstavba dálnice A40, zejména právě viaduktů Sylans a Nantua společně s tunelem Chamoise, tvoří významnou část francouzského dokumentárního filmu Dálnice lámající rekordy, francouzský název (Le génie français:) Les Routes de tous les records, režie Alex Gary. Česká televize dokument odvysílala v květnu 2025 jako součást cyklu dokumentů pod alternativním českým názvem Francouzské megaprojekty: Dálnice, a do 4. června 2025 je dostupný také v iVysílání.

## Fotogalerie

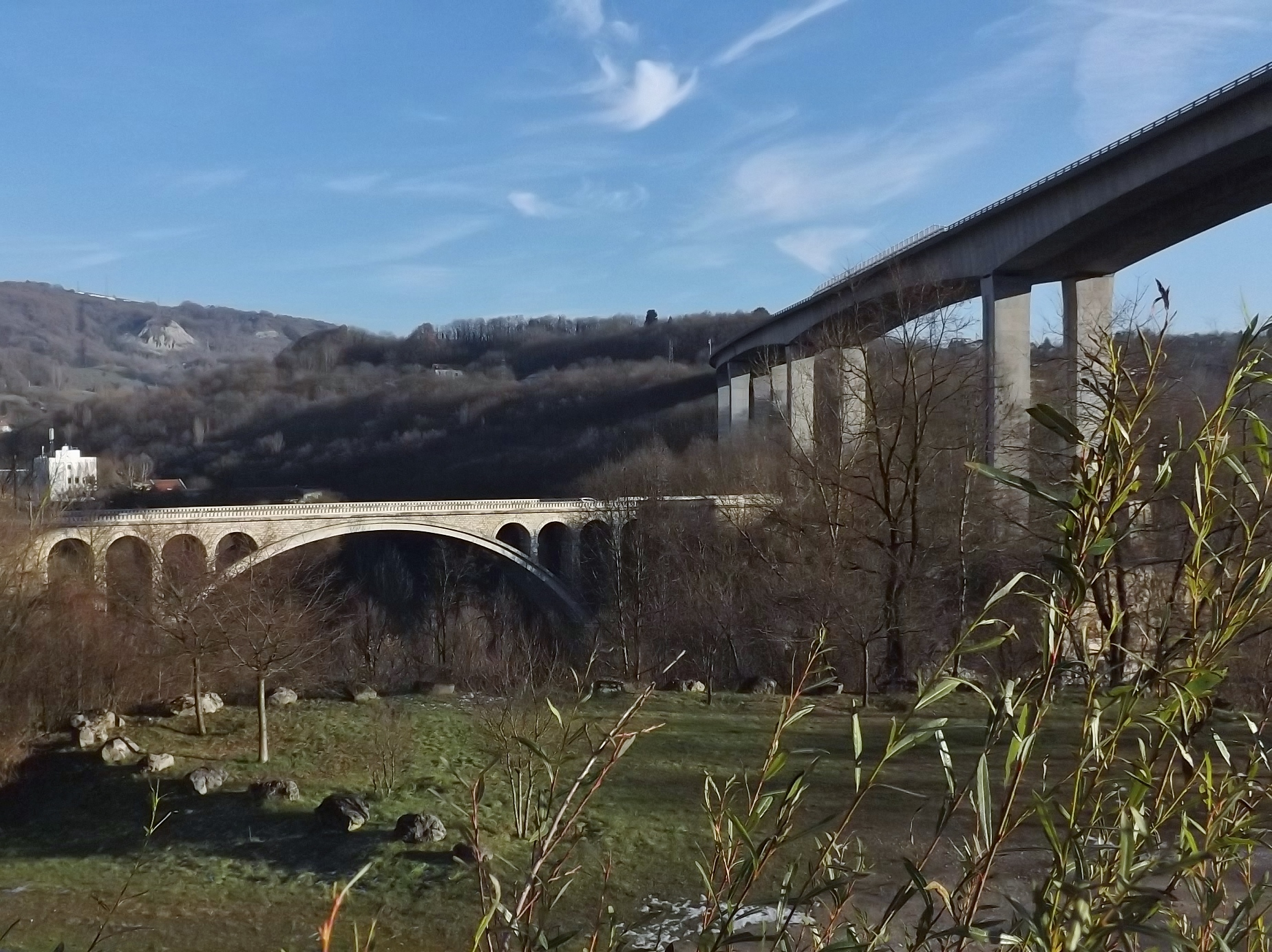
Viadukt Bellegarde-sur-Valserine (vpravo) je druhý nejvyšší na A40.
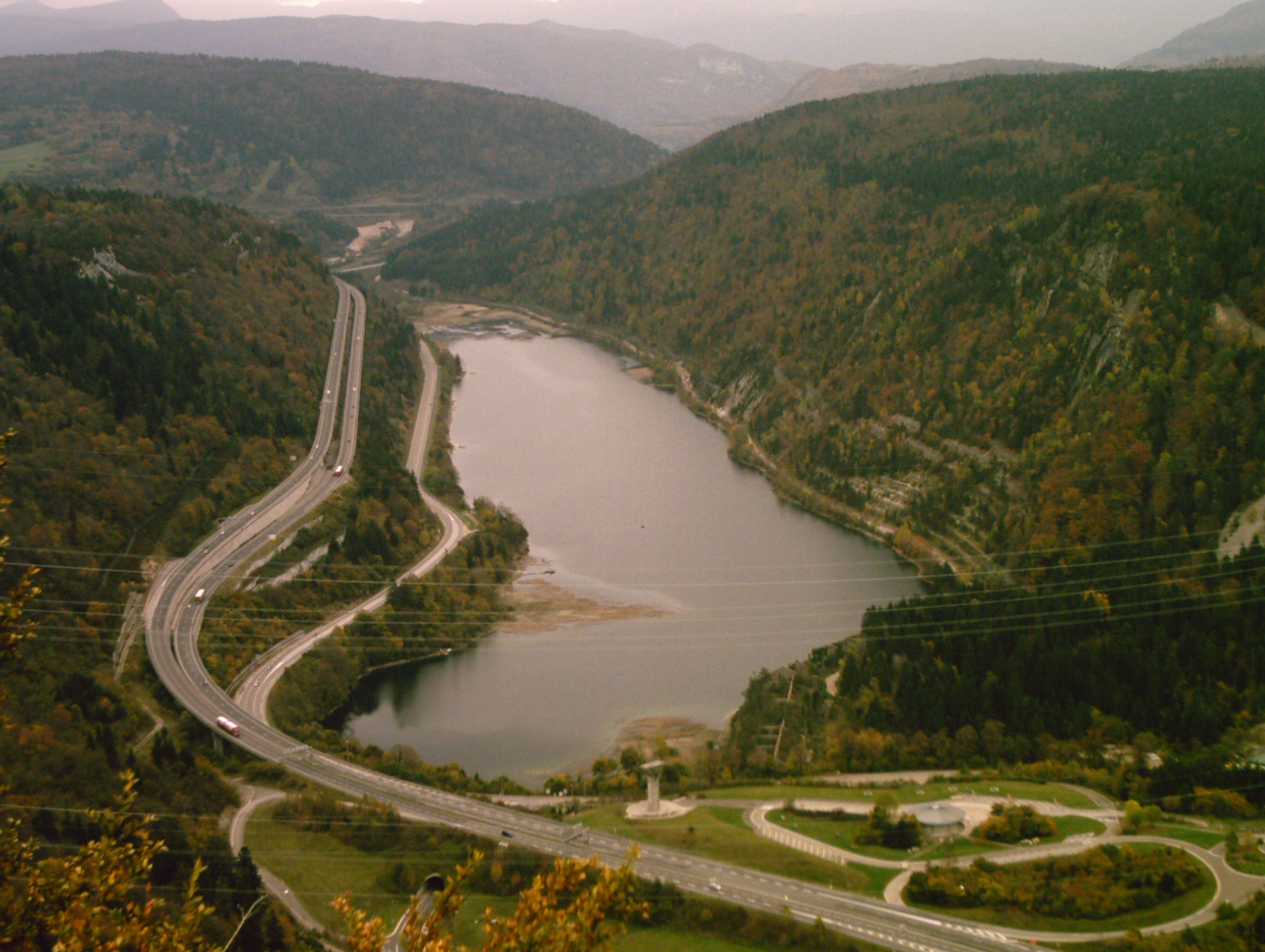
Kratší viadukt Glacières (oblouk v popředí) a část nejdelšího viaduktu Sylans nad jezerem.
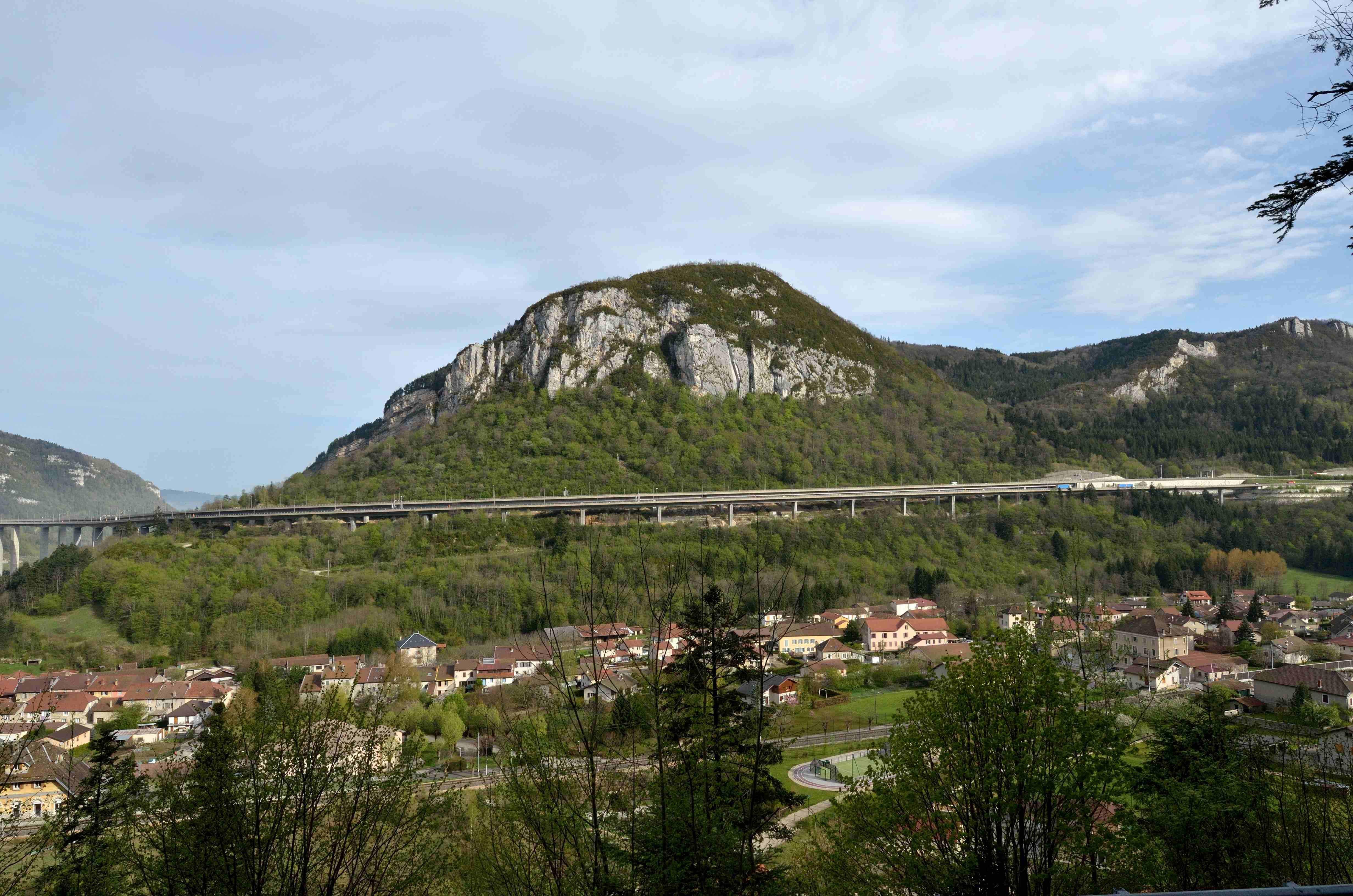
Viadukt Neyrolles.
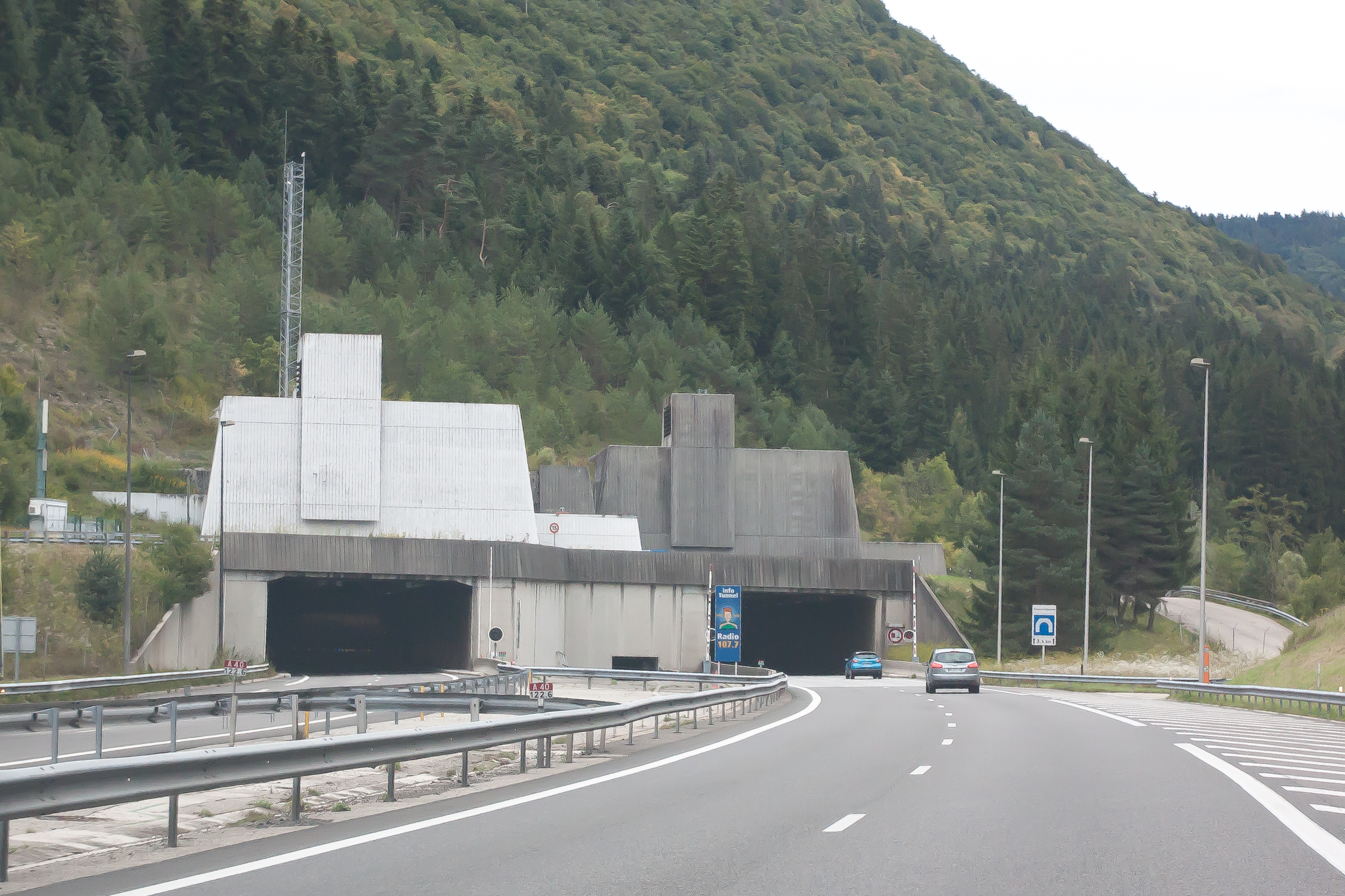
Dva tubusy tunelu Chamoise patří mezi nejdelší dálniční tunely ve Francii.